# Onderkruier
Een onderkruier is een windmolen die in zijn geheel op de wind wordt gezet (gekruid). Het oudste voorbeeld van een dergelijke molen is de standerdmolen, waarvan de kast op een houten staak of standerd rust, waaromheen de molen inclusief al het gaande werk gedraaid kan worden.
Een ander type onderkruier is de paltrokmolen, in Nederland alleen gebruikt als houtzaagmolen maar in Duitsland ook voor andere doeleinden gebruikt.
De tegenhanger van de onderkruier is de bovenkruier, waarvan uitsluitend de kap op de wind gezet wordt. Wipmolens worden beschouwd als een tussenvorm van deze twee en worden tot de middenkruiers gerekend.

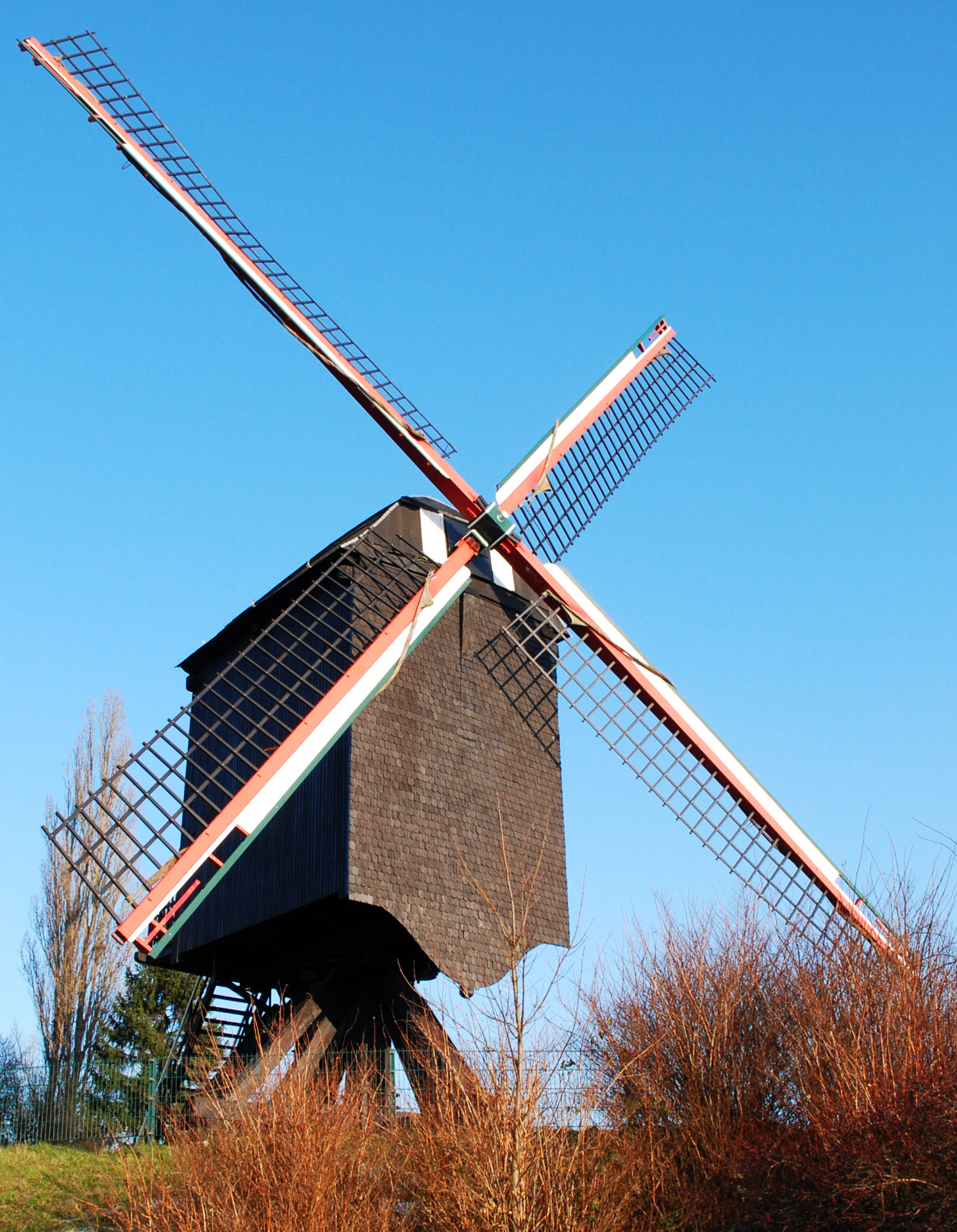
Standerdmolen
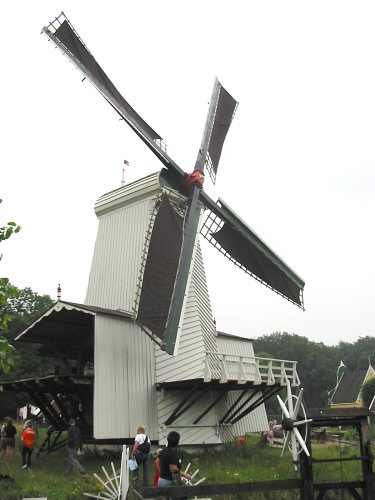
Paltrokmolen